# Пуерто ла Круз (Венецуела)
Пуерто ла Круз (шп. Barquisimeto), је лучки и главни град у венецуеланској држави Анзоатеги. Град има популацију од 288.500 становника.  Пуерто Ла Круз, заједно са суседним градовима Барселоном, Лечериом и Гвантом, чини највеће венецуеланско приградско насеље са 1.016.000 становника.
Град се налази се на јужној обали Кариба, налази се на надморској висини од 767 до 64 метра (2,516 и 210 стопа). Положај града налази се на географској ширини 10° 13' N и географској дужини 64° 37' W. Типичне температуре варирају између 25—28 °C (77—82 °F). Границе града су Национални парк Мочима, североисточни регион и приобалне планине.

## Историја града
Историја овог насеља започела је доласком Шпанаца на северну обалу данашње Венецуеле. Староседеоци су 1780. године основали Хришћанску мисију Позуелос (Мали бунар).
Група од 26 породица са острва Маргарита је 9. априла 1862. одлучила да се насели у заливу Позуелос. После извесног времена од оснивања новоосновано насеље је усвојило Вирген дел Ампаро (шпански:Virgen del Amparo) и Часни крст (шпански:Santa Cruz) као своје верске симболе, славећи свог заштитника 8. новембра (шпански:Dia de la Virgen del Amparo) и иконопис 3. маја (шпански:Dia de la Santa Cruz).
До 1868. године саграђена је прва црква и полако је име града промењено у Пуерто де ла Санта Круз (српски:Лука Часног Крста), касније скраћено у Пуерто Ла Круз.

## Економија
Пуерто ла Круз је дом рафинерије Пуерто Ла Круз, једне од највећих рафинерија нафте у Венецуели, која са својих 200.000 барела (32.000 m³) дневно снабдева домаће тржиште и извози у друге земље Кариба, попут Кубе и Антиле. Такође, на 50 km (31 mi), Хосе Плант је једно од примарних постројења за прераду највеће венецуеланске нафтне компаније, ПДВСА, и велико је чвориште за прераду нафте која се вади у државама Монагас и Анзоатеги.
Пуерто ла Круз је крајна дестинација неколико нафтовода као што су Карапито-Пуерто ла Круз нафтовода од 145 km (90 mi), Сан Хоакуин-Пуерто ла Круз дужине ид 155 km (96 mi) и 184 km (114 mi) Анако-Пуерто ла Круз гасовод. 
Град је капија ка великом националном парку. Плаже Националног парка Мочима окружују град. Места као што су Исла де Плата, Плаја Конома, Исла Арапо и Плаја Арапито позната су по својој лепоти.
Западно од града налази се терминал једне од главних трајектних линија која повезује Исла Маргариту са копном, док се на истоку налази приватна марина која опслужује туристе и посетиоце. Доступни су једнодневни излети за посету острвима националних паркова као што су Плаја Ел Фаро, Лос Чиманас, Качисамо и Исла Борача.
Осим туризма, велике међународне банке основале су своје регионална седишта у граду. Постепено се развија велики број комерцијалних предузећа и великих трговачких центара.